# NGC 291
NGC 291 (ook wel PGC 3140, MCG -2-3-35 of IRAS00510-0901) is een spiraalvormig sterrenstelsel in het sterrenbeeld Walvis. NGC 291 staat op ongeveer 236 miljoen lichtjaar van de Aarde.
NGC 291 werd op 27 september 1864 ontdekt door de Duitse astronoom Albert Marth.